# Monochaetinula caffra
Monochaetinula caffra är en svampart som beskrevs av Matsush. 1996. Monochaetinula caffra ingår i släktet Monochaetinula och familjen Amphisphaeriaceae.   Inga underarter finns listade i Catalogue of Life.